# Deedo
Deedo (prononciation : /di.dɔ:/) est un service d'écoute de musique en streaming panafricain. 
Lancé en octobre 2017, Deedo propose son service sur mobile et tablette via une application (Android et iOS).
Deedo propose une formule gratuite qui permet une écoute limitée à 4h par mois, ainsi qu'un abonnement payant offrant une écoute illimitée, de meilleure qualité avec un mode offline et sans publicités,.
Deedo signifie la réciprocité. Le mot « Deedo » est composé de deux mots anglais « deed » qui signifie « action » et « do » du verbe « faire ». Le mot Deedo renvoi donc à « faire une action ». Dans le contexte du service, l'utilisateur allie l’utile à l’agréable en écoutant de la musique tout en contribuant à un projet social mené en Afrique. C'est le programme « One song, One soul » qui permet à chaque utilisateur de choisir un projet social auquel une partie de son abonnement est reversé.
L’idée de Deedo est née du constat simple que les artistes africains sont très peu représentés au niveau international. Leurs œuvres musicales restant pour la plupart accessibles qu’en Afrique avec des plateformes locales. 
Le service est disponible en France, au Sénégal, en Côte d'Ivoire, au Nigéria, Cameroun, Gabon et Mali.
Il est à noter l'application mobile est disponible en Pulaar qui représente une langue très utilisée en Afrique de l'ouest.
Deedo a remporté le 1er prix du MaMA festival.
Deedo a participé au SXSW 2018 en tant que showcase presenter avec une présentation d'artistes panafricains : Nix (Sénégal), DJ Dollar (Sénégal), Sahad and the Nataal Patchwork (Sénégal), Remna Schwarz (Cap-Vert/Guinée Bissau), Sarahmée (Canada/Sénégal), Kids n Cats (Autriche). Le showcase a été présenté par Tiga, présentatrice sur France Télévisions ,.